# Asil Duran (Castelló d'Empúries)
|  | Per a altres significats, vegeu «Asil Duran (Barcelona)». |

L'Asil Duran és un edifici del municipi de Castelló d'Empúries (Alt Empordà) protegit com a bé cultural d'interès local.

## Descripció
Edifici situat fora del nucli històric de Castelló d'Empúries, al NW del terme municipal i força proper al riu La Muga. La gran finca, formada per l'edifici i un gran jardí que l'acompanya, ocupa l'illa delimitada entre els carrers Roses i Fortià.
Presenta una planta en forma de creu grega formada per quatre crugies articulades al voltant d'un nucli central que funciona a manera de distribuïdor. Consta de planta baixa, primera i segona planta d'alçada. El nucli central és de planta octogonal i és l'espai on es concentren els serveis per poder atendre amb celeritat les quatre crugies, on es localitzen les diferents habitacions. Aquest nucli central, al nivell de la segona planta, està cobert per una gran estructura metàl·lica, a base de jàsseres i bigues de ferro, sustentada amb quatre pilars de planta quadrada, bastits amb maons i que es fonamenten al nivell de la planta baixa. El vestíbul està cobert amb el sistema de biguetes i revoltons d'obra i dona accés a les quatre ales a través d'unes grans portes rectangulars amb guardapols de guix motllurats sustentats per mènsules decorades amb motius vegetals. De la planta baixa també destaca la capella, situada a l'ala NW. És d'una sola nau coberta amb trams de volta bufada i absis semicircular. Pel que fa a les crugies o ales, cal dir que tenen una planta en forma de "T", amb les teulades a dues vessants de teula àrab i estan envoltades per unes galeries perimetrals sustentades amb pilars de ferro, que alhora funcionen com a balcons amb sortida des de la primera planta. Les façanes de les quatre crugies són totes simètriques, amb les obertures disposades seguint uns eixos verticals, amb una cornisa de maó que separa les diferents plantes. Totes les obertures, tant portes com finestres, són rectangulars i de grans dimensions. Estan rematades amb guardapols sustentats per mènsules i amb les llindes decorades mitjançant rajoles de ceràmica decorades amb motius vegetals.
De l'interior de l'edifici destaca, a la segona planta, un gran i antic rellotge de peu i de caixa alta construït amb fusta, al qual s'accedeix des d'una llarga escala de mà.

## Història
L'asil Duran es va començar a construir l'any 1893 a un solar d'uns 14000 metres quadrats i fou inaugurat el 1899. La construcció es va dur a terme gràcies al llegat de l'industrial castelloní Toribi Duran i Garrigolas (1814-1888), igualment fundador de l'Asil Duran de Barcelona.
L'edifici es va concebre per destinar-lo a residència geriàtrica i hospital. Posteriorment sabem que la capella fou utilitzada com a caserna militar i també com seu de la CNT. Durant la Guerra Civil és el moment en què l'edifici patí la majoria de desperfectes. A partir dels anys 50 va anar caient en desús.
El projecte arquitectònic original ha estat atribuït a l'arquitecte barceloní Enric Sagnier i Villavecchia.